# Kecskéd
Kecskéd  (németül Kätschka) község Komárom-Esztergom vármegyében, az Oroszlányi járásban.

## Fekvése
Kecskéd a Vértes lejtőinek és a Bársonyos dombvidék találkozásánál fekszik. A szomszédos Környe 4, Kömlőd 6, Tatabánya 11, míg Tata 17 kilométer távolságra található a falutól. A legközelebbi város Oroszlány, amely 5 kilométerre található.

### Megközelítése
A települést, sőt a környékét is elkerülik a főutak: közigazgatási területét érinti ugyan a Velencei-tó térségétől Tatáig húzódó 8119-es út is, de központján csak a Környe-Oroszlány közti 8155-ös út vezet végig. Határszélét érinti még a 8143-as út is.
Vonattal megközelíthető a Tatabánya–Oroszlány-vasútvonalon, melynek egy megállási pontja van itt, Kecskéd alsó megállóhely, a település keleti szélén. Korábban a Környe–Pápa-vasútvonalon is volt a falunak megállója (Kecskéd megállóhely, a 8155-ös út vasúti keresztezése mellett), de 2007. március 4. óta itt nincs személyforgalom.
Keleti határában fekszik egy kisgépes repülőtér (ICAO-kód: LHKD), amelynek jelenlegi üzembentartója a Tatabányai Oldtimer Aero Club. A repülőtéren vitorlázó-, motoros- és sárkányrepülő tevékenység zajlik.

## Története
Kecskéd és környéke  a kőkorszak óta tartó folyamatos lakottságáról az itt feltárt régészeti leletek sokasága tanúskodik: kőkorszaki, kora és késő bronzkori, római kori leletek kerültek itt elő a földből.
Itt, és a szomszédos Környén keresztül húzódott egy  ókor-i római erődvonal, és valahol  Kecskéd és Környe közelében állt a  Quirinium nevű római erőd (vár).
A település nevére középkori adat nem maradt, illetve Dad és Ondód (Pusztavám) között említik a korabeli adatok Csetke (Csetkéd) települést, melynek nevét az 1238-as oklevelek Chetke néven írták.
Csetke (Csetkéd) a Csák nemzetség alapította vérteskeresztúri (Vértesszentkereszt) monostor birtoka volt.
1326-ban a Csák nemzetségbeli István fiai Péter és István cserébe átadták
Károly Róbert királynak. E Csetke települést Dad és Ondód között sorolták fel. Ma Dad mellett Kecskéd falut találjuk, így lehet, hogy nevét népetimológiai torzulás hozta létre Csetkéd-ből.
A települést a királyi pásztorok lakóhelyeként említik, a gesztesi vár tartozékaként tartják számon.
1379-ben Zsigmond király birtoka volt a terület.
A török időkben a környező településekhez hasonlóan hosszú ideig elhagyott puszta volt, mindaddig, amíg az Esterházyak birtokába került.
A községet és a környező településeket később az Esterházy család vásárolta meg. Kecskédet gróf Esterházy József telepítette be német telepesekkel.
Az 1700-as évekből származó egyes feljegyzések a környék több mint tízezer kiváló gyümölcsfájáról és híres juhtenyészetéről írnak.

## Közélete

### Polgármesterei
- 1990–1994: Haász György (független)[4]
- 1994–1998: Haász György (független)[5]
- 1998–2002: Gruber Zoltán (független)[6]
- 2002–2006: Grúber Zoltán (független)[7]
- 2006–2010: Grúber Zoltán (független)[8]
- 2010–2014: Grúber Zoltán (független)[9]
- 2014–2019: Gruber Zoltán János (független)[10]
- 2019–2024: Gruber Zoltán (független)[11]
- 2024– : Kaszányiné Ruppert Tímea (független)[1]

## Népesség
A település népességének változása:
| Lakosok száma | 1996 | 2013 | 1990 | 2029 | 2083 | 2095 | 2075 |
|               | 2013 | 2014 | 2015 | 2021 | 2022 | 2023 | 2024 |

A 2011-es népszámlálás során a lakosok 82,9%-a magyarnak, 0,4% cigánynak, 20,6% németnek mondta magát (17% nem nyilatkozott; a kettős identitások miatt a végösszeg nagyobb lehet 100%-nál). A vallási megoszlás a következő volt: római katolikus 57,1%, református 4,3%, evangélikus 0,9%, görögkatolikus 0,2%, felekezeten kívüli 11,6% (24,9% nem nyilatkozott).
2022-ben a lakosság 88%-a vallotta magát magyarnak, 12,7% németnek, 0,4% cigánynak, 0,2% románnak, 0,2% szlováknak, 0,1% örménynek, 1,8% egyéb, nem hazai nemzetiségűnek (11,7% nem nyilatkozott; a kettős identitások miatt a végösszeg nagyobb lehet 100%-nál). Vallásuk szerint 35,3% volt római katolikus, 3,7% református, 1% evangélikus, 0,9% görög katolikus, 1,1% egyéb keresztény, 0,5% egyéb katolikus, 13,1% felekezeten kívüli (44,2% nem válaszolt).

## Sportélete
A Wati Kecskéd KSK egy 1947-ben alapított magyar labdarúgóklub. 2012-13-ban és 2014-15-ben megnyerte a Komárom-Esztergom megyei labdarúgó-bajnokságot.

## Nevezetességei
- 1990-ben Kecskéden helyezték forgalomba – az országban másodikként – a BHG Híradástechnikai Vállalat által fejlesztett, ER256 típusjelű, tároltprogram-vezérlésű telefonközpontot. A központ teljes kapacitása 400 előfizető volt.
- Római katolikus temploma - 1764-ben épült fel  a környék híres építészének, Fellner Jakabnak tervei szerint, tornyában három harang található.